# Airbus A380
Airbus A380 je dvoupatrový čtyřmotorový proudový širokotrupý letoun vyráběný evropskou společností Airbus S.A.S. Je největším dopravním letadlem světa. Studie o letounu byly zahájeny v roce 1988 a projekt byl vyhlášen v roce 1990 jako výzva modelu Boeing 747 na trhu dálkových dopravních letounů. 
Projekt A3XX byl představen v roce 1994 a program A380 ve výši 9,5 miliard euro (10,7 miliard USD) Airbus zahájil 19. prosince 2000. První prototyp byl představen v Toulouse dne 18. ledna 2005 a jeho první let se konal 27. dubna 2005. Potíže s elektrickým vedením způsobily dvouleté zpoždění a náklady na vývoj vzrostly na 18 miliard euro. 12. prosince 2006 letoun obdržel certifikáty EASA a FAA.
První stroj byl společnosti Singapore Airlines dodán 15. října 2007 a do služby vstoupil 25. října. V letech 2012 a 2014 dosáhla produkce vrcholu 30 letounů ročně. Airbus však připouští, že jeho investice do letadla ve výši 25 miliard dolarů jsou nevratné. Poslední letoun tohoto typu byl vyroben v prosinci 2021. Celkem bylo vyrobeno 254 kusů tohoto letounu, nejvýznamnějším kupcem byla letecká společnost Emirates.
Dvoupodlažní letadlo má typickou kapacitu 525 míst, i když je certifikováno až pro 853 cestujících. Je poháněn čtyřmi dvouproudovými motory Engine Alliance GP7200 nebo Rolls-Royce Trent 900 s doletem 8 000 nmi (14 800 km).
Větší než A380 jsou/byly jen nákladní letouny Antonov An-225, hydroplán Hughes H-4 Hercules, vzducholoď Hindenburg,  Airbus Beluga XL, experimentální letadlo Stratolaunch a Boeing 747 Dreamlifter.

## Historie

### Vývoj

Geografická logistická sekvence pro letoun A380 s konečnou montáží v Toulouse

Airbus investoval do vývoje okolo deseti miliard eur. Pro tyto účely musel nechat postavit novou dopravní loď a vybudovat další výrobní halu. Za tuto cenu získal větší a tišší letadlo než Boeing 747 s větším doletem a menší spotřebou paliva. Firma Boeing na tuto výzvu odpověděla projektem Boeing 747-8.
Proces uvedení do provozu oproti předpokladu nabral zpoždění – na přelomu listopadu a prosince 2006 teprve končil proces certifikace letounu po 150 hodinách zkušebních letů. Až 15. října 2007 byl předán první letoun s označením MSN003 ke komerčnímu užívání koncovému zákazníkovi, společnosti Singapore Airlines. Airbus oslavil 15. října 2012 pět let od dodání prvního stroje A380 společnosti Singapore Airlines. V březnu 2017 Airbus spustil web iflya380.com, což je vyhledávač letenek pouze s letadlem Airbus A380.

### Poptávka

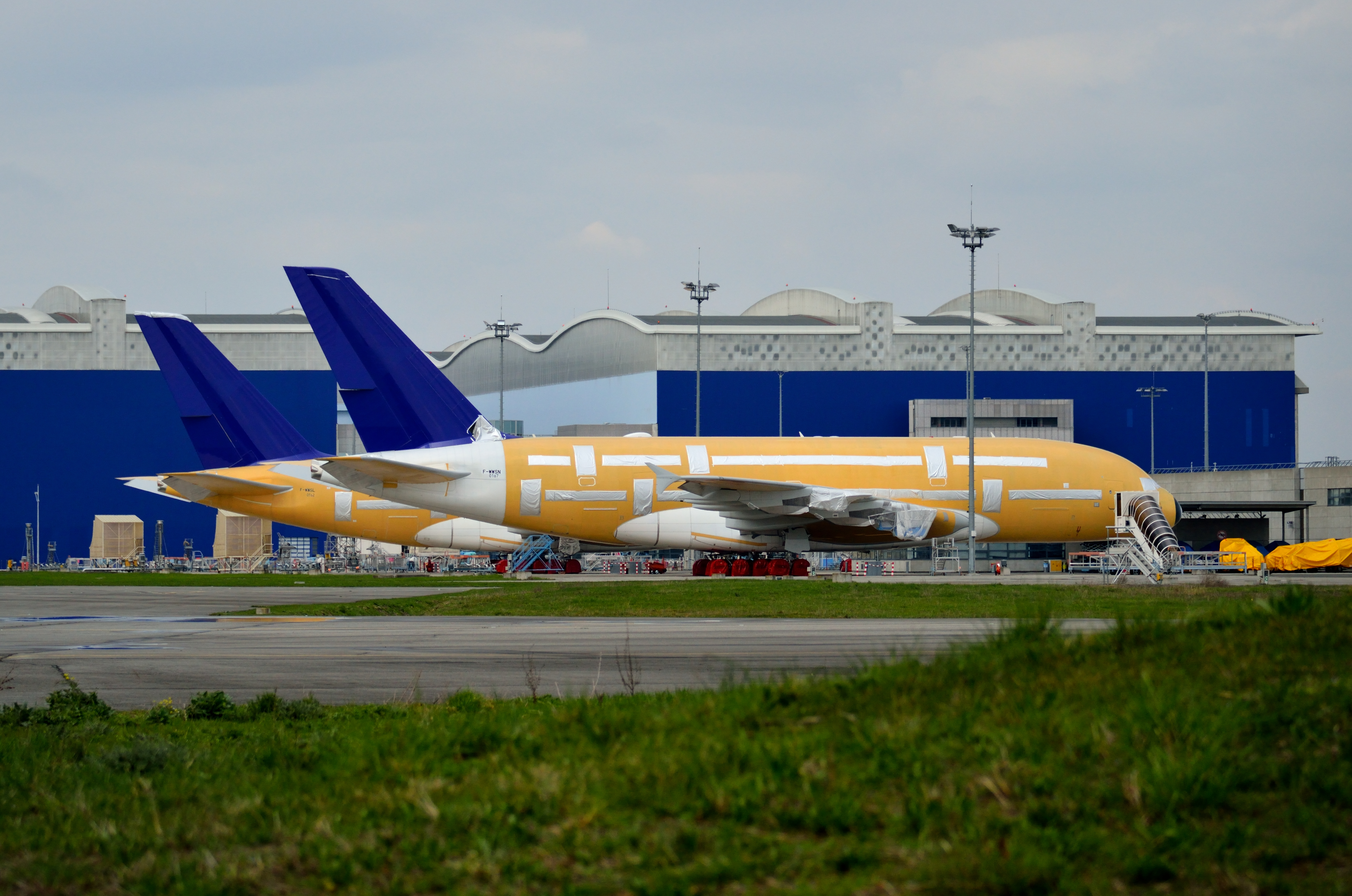
Dva stroje A380 ze zrušené objednávky společnosti Skymark

V roce 2016 musel Airbus snížit produkci A380 kvůli nízké poptávce. V létě téhož roku Airbus oznámil, že do roku 2018 sníží produkci na 12 letounů ročně. Celková investice do vývoje byla 25 miliard Eur a Airbus začal pochybovat o její návratnosti. Původně se počítalo s prodejem 1200 letadel za dvacet let, devět let od zařazení do komerčního provozu v prosinci 2016 jich létalo po světě ale jen 200, přičemž dalších 126 měly společnosti objednaných.
Klíčovým zákazníkem pro odběr tohoto letadla jsou Emirates, bez kterého by se tento model nejspíše už nevyráběl. Několik letounů vlastní leasingová společnost Amadeo, která kvůli snižujícímu se zájmu o letadlo založila vlastní leteckou společnost – první leteckou společnost, která provozuje pouze tato velká letadla. Podle propočtů některých expertů se vyplatí vypravit dvě menší moderní letadla, než jeden A380.
V prosinci 2018 byly poprvé definitivně vyřazeny dva Airbusy A380, které sloužily u Singapore Airlines. Jsou určeny k rozebrání na náhradní díly, další provoz by se aerolince nevyplatil a jiný dopravce o ně zájem neměl.

### Konec výroby
V roce 2020 z důvodu poklesu poptávky po létání byly A380 u některých aerolinií vyřazeny a určeny k prodeji nebo šrotaci.
Dne 16. prosince 2021 letecká společnost Emirates převzala poslední vyrobený Airbus A380. Šlo o 251. vyrobený letoun tohoto typu, 123 z nich převzaly Emirates.

## Varianty

### A380-800

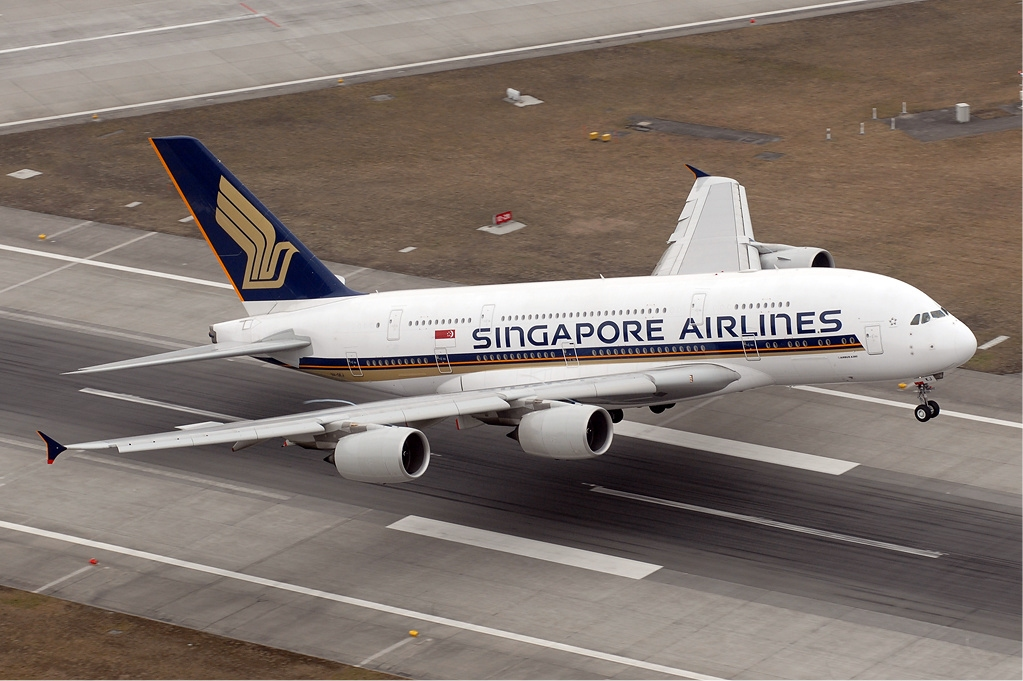
Airbus A380 singapurských Singapore Airlines

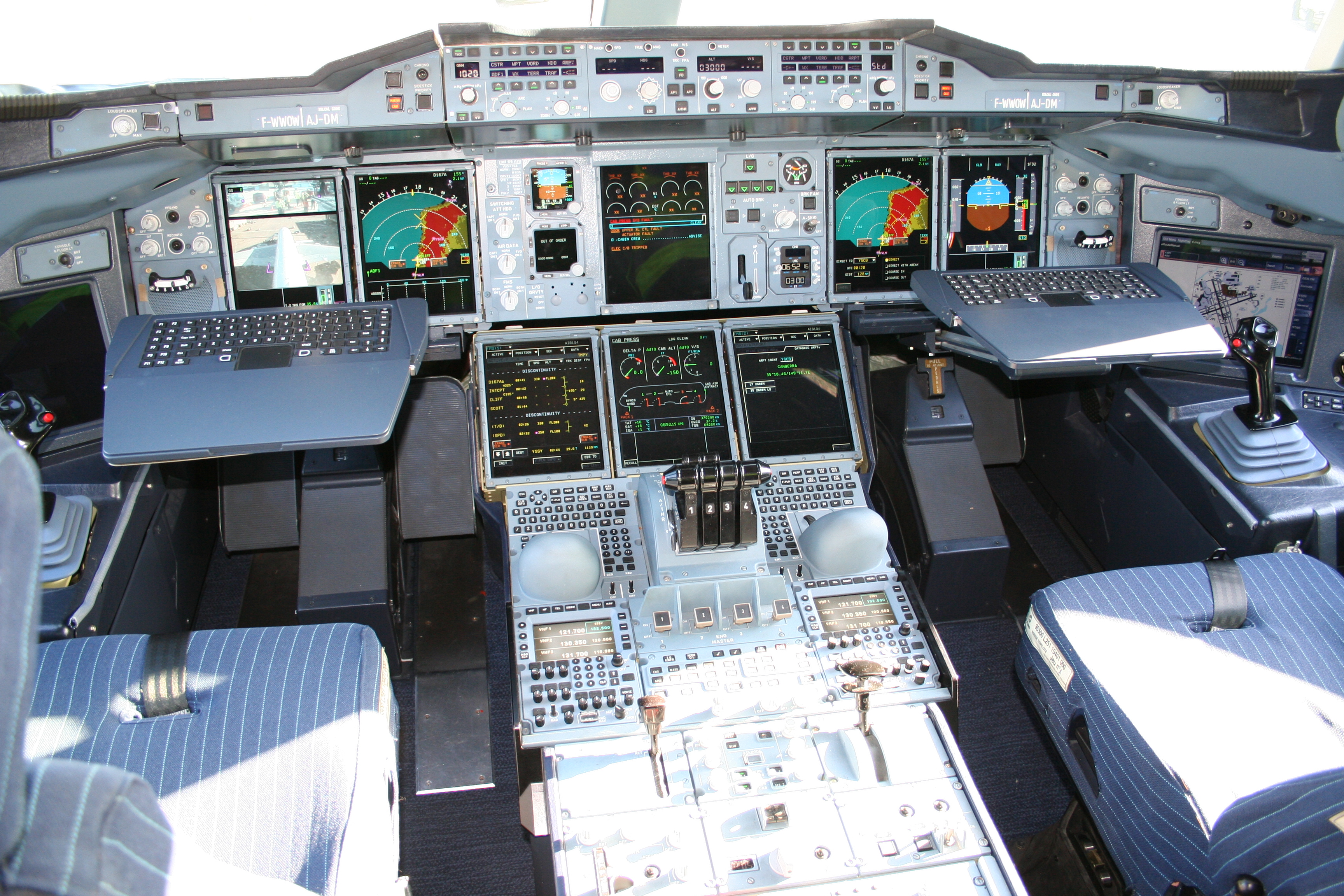
Kokpit stroje A380

A380-800 je základní verze Airbusu A380 a je jediná, která létá na světě v provozu. Vychází z ní všechny ostatní navrhované verze. Airbus počítá i s luxusní verzí business jet, která by sloužila jako soukromý letoun. Zahrnovala by vlastní ložnice, bar, společenské místnosti nebo tělocvičnu. Cena letadla by byla přibližně 8,2 miliardy Kč.[zdroj?]

### A380-900
V roce 2007 potvrdil Airbus plány na prodloužené verzi A380-900, která by pojmula více cestujících než A380-800. Ve standardní konfiguraci tří cestovních tříd by měla kapacitu 650 cestujících, s pouze ekonomickou třídou by pojmula 900 pasažérů. Zájem o tuto verzi potvrdily společnosti Emirates, Virgin Atlantic, Cathay Pacific, Air France, KLM, Lufthansa, Kingfisher Airlines, a ILFC. V květnu 2010 bylo oznámeno, že tento program je pozastaven, dokud se nestabilizuje výroba A380-800.

### A380F
Od začátku projektu A380 Airbus počítal s nákladní verzí A380F. Tento letoun by byl třetí největší nákladní letoun světa hned po Antonovu An-255 Mrija a Boeingu 747 Dreamlifter. Předpokládaná nosnost byla 150 tun, byla by tak lepší než u konkurenta Boeing 747-8F, zároveň by ale byl jeho provoz dražší. Kolem roku 2015 Airbus projekt pozastavil úplně. Zájem o tuto verzi měly společnosti Emirates, ILFC, FedEx a UPS.[zdroj?]

### A380neo
V roce 2015 byl oznámen vývoj nové verze A380neo, která by po vzoru A320neo a A330neo zefektivnila jeho provoz – měla by větší kapacitu, nová křídla a motory. Dodávky k zákazníkům byly plánované na roky 2020 až 2021. O tuto verzi měla zájem hlavně společnost Emirates. V roce 2016 bylo oznámeno, že plány na výrobu tohoto modelu selhaly. V červnu 2017 bylo potvrzeno, že nová verze A380neo nebude. Společnost uvedla, že by se letoun nevyplatil a není k této verzi žádný obchodní důvod.

### A380plus

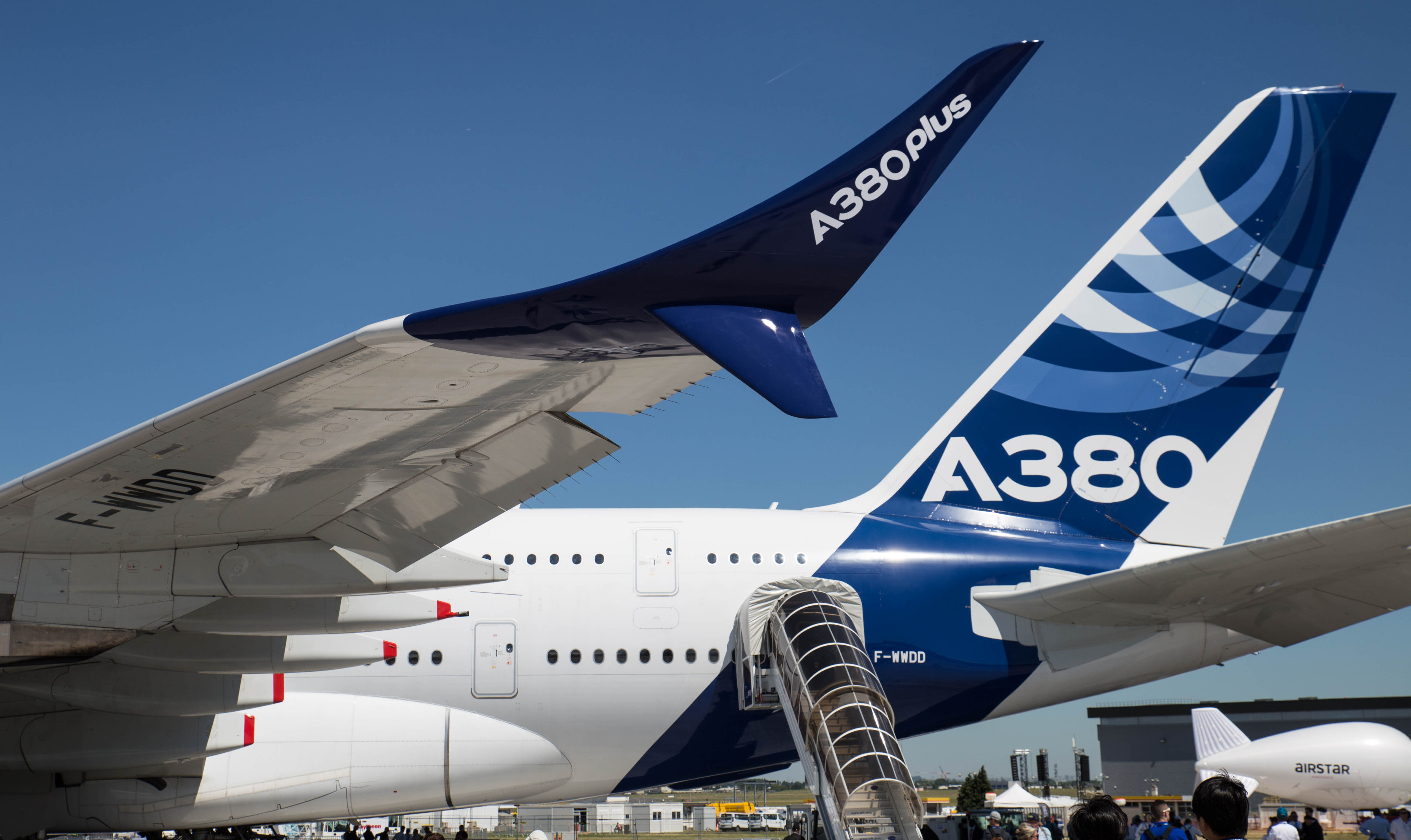
Winglety nové verze A380plus představené na pařížském aerosalonu 2017

Na pařížském aerosalonu 2017 byla představena nová verze A380plus. Ta by byla o 13 % úspornější, v důsledku efektivnějšího využití prostoru kabiny by nabídla o 80 sedadel více, měla by nové winglety a upravená křídla, která by o 4 % zlepšila efektivitu. Maximální vzletová hmotnost by byla navýšena o 3 tuny na celkových 578 t. Zájem projevila společnost Emirates, na jejíž požadavek tato verze vznikla. 
Letoun A380plus měl být dostupný od roku 2020, kvůli nedostatečnému zájmu Airbus její produkci nakonec nespustil. Naopak, v roce 2021 výroba Airbusu A380 skončila úplně.

## Nehody a incidenty
Do roku 2025 nedošlo ke ztrátě žádného letounu A380, ani ke smrtelnému incidentu.
Dne 4. listopadu 2010 explodoval ve vzduchu během letu Qantas 32 společnosti Qantas jeden ze čtyř motorů tohoto typu letadla. Příčinou havárie byla prasklá trubice v motoru, ze které následně vytékal olej. Ten dosáhl teploty přes 1000 °C a následně se vznítil. Oheň zničil hnací hřídel motoru, to způsobilo nekontrolovatelné roztočení kotouče turbíny a následnou explozi, ta protrhla křídlo a palivovou nádrž, ze které začalo unikat palivo. Po bezpečném přistání v Singapuru zde narazili na další problém. Exploze také zničila kabely, vedoucí k prvnímu motoru a kvůli tomu jej nebylo možné vypnout; proto se jej hasiči snažili zastavit pomocí vody, bez úspěchu. Motory jsou stavěny tak, aby vydržely obrovské množství vody při průletu ve velmi prudkém dešti. Tři hodiny po přistání se však konečně motor za pomocí hasební pěny zastavil. Nikdo nebyl zraněn, ani mrtev.
Dne 30. září 2017 se za letu Air France 66 porouchal jeden z motorů a odpadl kryt, nikdo nebyl zraněn a letadlo nouzově přistálo. Jednalo se o let z Paříže do Los Angeles, pravý vnější motor se porouchal nad Atlantským oceánem, letoun tak nouzově přistál na kanadské vojenské letecké základně u obce Happy Valley-Goose Bay.

## Uživatelé

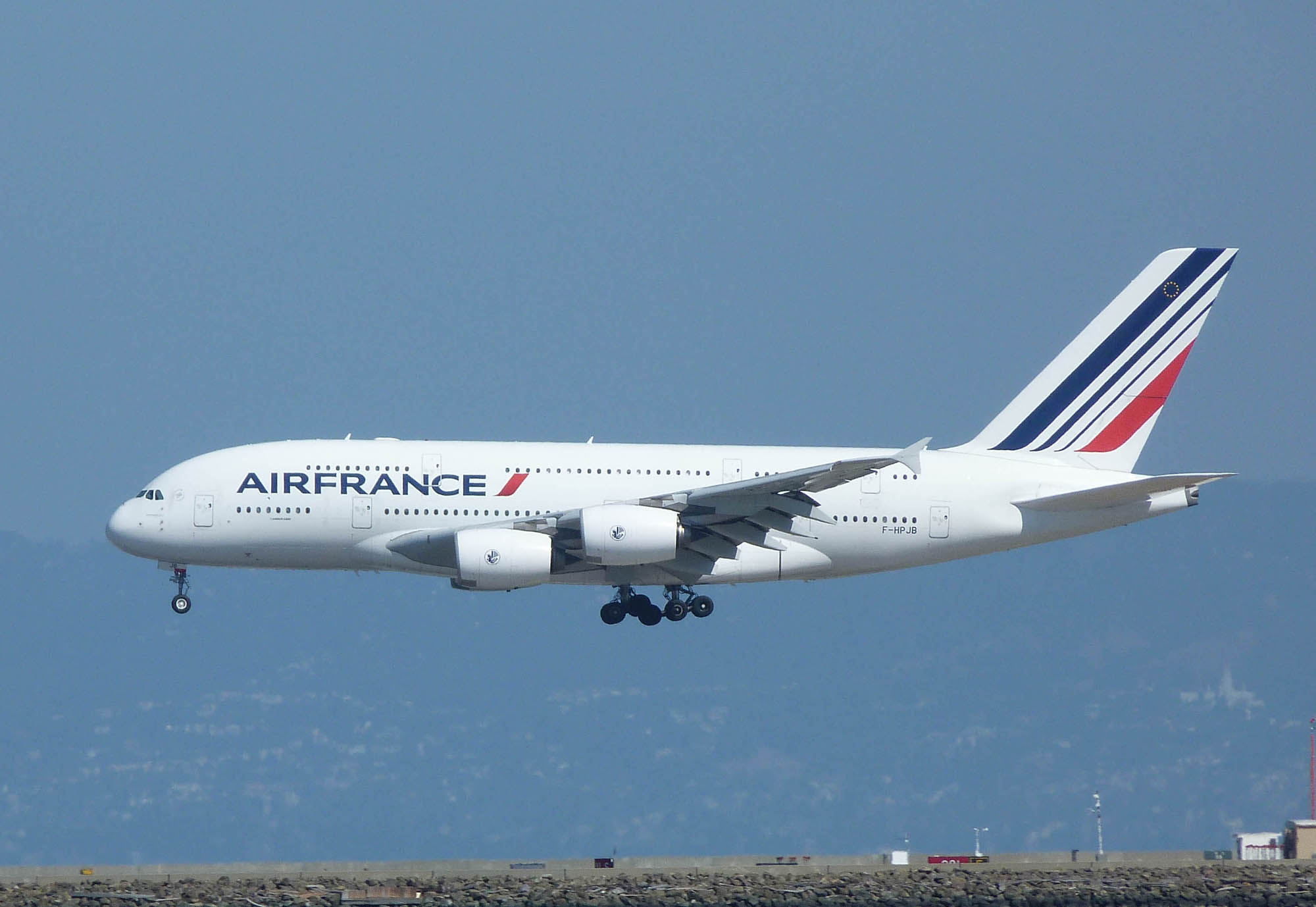
Přistávající Airbus A380 společnosti Air France

K březnu 2023 bylo v provozu 236 strojů u 16 společností. 
Seznam aerolinií užívajících Airbus A-380 k březnu 2023:
1. 14× Singapore Airlines – od 25. října 2007[17]
2. 119× Emirates – od 1. srpna 2008[18]
3. 10× Qantas – od 20. října 2008[19]
4. 8× Lufthansa – od 6. června 2010[20]
5. 10× Korean Air – od 17. června 2011[21]
6. 6× Thai Airways – od 6. října 2012.[22]
7. 12× British Airways – od 2. srpna 2013.[23]
8. 6× Asiana Airlines – od 13. června 2014[24]
9. 10× Qatar Airways – od 10. října 2014[25]
10. 4× Etihad Airways – od 27. prosince 2014[26]
11. 3× All Nippon Airways – od 20. března 2019[27]
12. 1x Global Airlines - od května 2023 (v provozu od května 2025)

### Bývalí uživatelé
- 10× Air France – od 20. listopadu 2009[28] do 26. června 2020 [29]
- 1× Hi Fly – od 19. července 2018 do prosince 2020[30]
- 6× Malaysia Airlines – od 1. července 2012 do října 2022[31]
- 5× China Southern Airlines – od 17. října 2011 do listopadu 2022[32][33]

## Specifikace

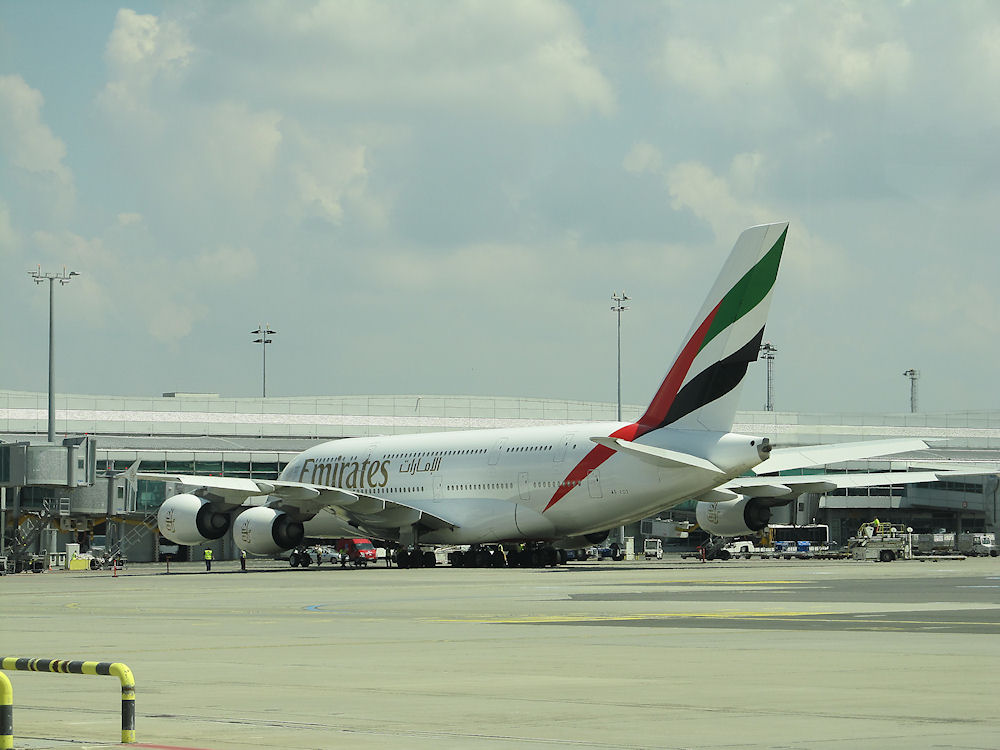
Airbus A380 v barvách svého největšího provozovatele společnosti Emirates na Letišti Václava Havla v v Praze

|                                                          | A380-800 | A380-F                                                               |
| -------------------------------------------------------- | --- | -------------------------------------------------------------------- |
| Posádka v kokpitu                                        | Dva | Dva                                                                  |
| Typická kapacita                                         | 544 (4 třídy) 644 (2 třídy) 853 (1 třída)                                                                                     | 12 kurýrů                                                            |
| Celková délka                                            | 75,72 m (248 ft 5 in) | 75,72 m (248 ft 5 in)                                                |
| Rozpětí                                                  | 79,75 m (261 ft 8 in) | 79,75 m (261 ft 8 in)                                                |
| Výška                                                    | 24,09 m (79 ft 0 in) | 24,09 m (79 ft 0 in)                                                 |
| Rozvor                                                   | 31,88 m (104 ft 7 in) | 31,88 m (104 ft 7 in)                                                |
| Rozchod kol (podvozek)                                   | 12,46 m (40 ft 11 in), 14,34 m (47 ft 1 in) celková šířka                                                                     | 12,46 m (40 ft 11 in), 14,34 m (47 ft 1 in) celková šířka            |
| Vnější rozměry trupu                                     | Šířka: 7,14 m (23 ft 5 in) Výška: 8,41 m (27 ft 7 in)                                                                         | Šířka: 7,14 m (23 ft 5 in) Výška: 8,41 m (27 ft 7 in)                |
| Maximální šířka kabiny                                   | 6,50 m (21 ft 4 in) dolní paluba 5,80 m (19 ft 0 in) horní paluba                                                             | 6,50 m (21 ft 4 in) dolní paluba 5,80 m (19 ft 0 in) horní paluba    |
| Délka kabiny                                             | 49,9 m (163 ft 9 in) dolní paluba 44,93 m (147 ft 5 in) horní paluba                                                          | 49,9 m (163 ft 9 in) dolní paluba 44,93 m (147 ft 5 in) horní paluba |
| Nosná plocha křídel                                      | 845 m2 (9 100 sq ft) | 845 m2 (9 100 sq ft)                                                 |
| Štíhlost křídla                                          | 7.5 | 7.5                                                                  |
| Šípovitost                                               | 33.5° | 33.5°                                                                |
| Maximální hmotnost při pojíždění                         | 577 000 kg (1 272 000 lb) | 592 000 kg (1 305 000 lb)                                            |
| Maximální vzletová hmotnost                              | 575 000 kg (1 268 000 lb) | 590 000 kg (1 300 000 lb)                                            |
| Max. přistávací hmotnost                                 | 394 000 kg (869 000 lb) | 427 000 kg (941 000 lb)                                              |
| Max. hmotnost bez paliva                                 | 369 000 kg (814 000 lb) | 402 000 kg (886 000 lb)                                              |
| Typická hmotnost prázdného stroje                        | 276 800 kg (610 200 lb) | 252 200 kg (556 000 lb)                                              |
| Max. užitečné zatížení                                   | 89 200 kg (196 700 lb) | 149 800 kg (330 300 lb)                                              |
| Maximální objem nákladu                                  | 184 m3 (6 500 cu ft) | 1 134 m3 (40 000 cu ft)                                              |
| Max. provozní rychlost v cestovní výšce                  | Mach 0.89 (945 km/h, 587 mph, 510 uzlů)                                                                                       | Mach 0.89 (945 km/h, 587 mph, 510 uzlů)                              |
| Max. konstrukční rychlost let střemhlav v cestovní výšce | Mach 0.96 (v cestovní výšce: 1020 km/h, 634 mph, 551 uzlů)                                                                    | Mach 0.96 (v cestovní výšce: 1020 km/h, 634 mph, 551 uzlů)           |
| Cestovní rychlost                                        | Mach 0.85 | Mach 0.85                                                            |
| Minimální délka vzletové dráhy při MTOW                  | 2 950 m (9 680 ft) | 2 950 m (9 680 ft)                                                   |
| Přistávací rychlost                                      | 130–135 kn (240–250 km/h) | 130–135 kn (240–250 km/h)                                            |
| Dolet při typickém zatížení                              | 15 200 km (8 200 nmi; 9 400 mi)                                                                                               | 10 400 km (5 600 nmi; 6 500 mi)                                      |
| Dostup                                                   | 13 136 m (43 100 ft) | 13 136 m (43 100 ft)                                                 |
| Max. kapacita paliva                                     | 320 000 l (84 500 US gal) | 320 000 l (84 500 US gal)                                            |
| Motory (4 ×)                                             | GP7270 (A380-861) Trent 970/B (A380-841) Trent 972/B (A380-842)                                                               | GP7277 (A380-863F) Trent 977/B (A380-843F)                           |
| Tah (4 ×)                                                | 310 kN (70 000 lbf) – GP7270 320 kN (72 000 lbf) – GP7272 310 kN (70 000 lbf) – Trent 970/B 320 kN (72 000 lbf) – Trent 972/B | 340 kN (76 000 lbf) – GP7277 340 kN (76 000 lbf) – Trent 977/B       |